# Эд-Дали (Йемен)
Эд-Дали или эд-Дала (араб. الضالع‎) — город в Йемене. Расположен на юго-западе центральной части страны, в 80 км к северу от Адена, на высоте около 1500 м над уровнем моря. Административный центр одноимённой мухафазы.

## История
Эд-Дала была столицей эмирата Дала (Дали).
В Дхала (Дала, ад Дали), населенном пункте расположенном в 80-ти километрах к северу от Адена и недалеко от границы с Северным Йеменом, в период Аденского кризиса (1963—1967) располагался британский гарнизон.

## Население
Население по данным переписи 2004 года составляет 17 139 человек; данные на 2012 год сообщают о населении 21 783 человека.